# Diocèse d'York
Le diocèse d'York (en anglais : diocese of York) est un diocèse aujourd’hui anglican de la province d'York qui s'étend sur l'est du Yorkshire du Nord et la majeure partie du Yorkshire de l'Est. Son siège est la cathédrale d'York.

## Historique
L’évêché d'York, existant depuis 626, est élevé au rang d'archevêché en 735. Le diocèse d'York a depuis subi de nombreuses réductions au profit des nouveaux diocèses de Chester (1541), Ripon (1836), Southwell (1884) et Sheffield (1914).
Le diocèse se divise en deux archidiaconés :
- Cleveland,
- East Riding et York.

Quatre évêques suffragants en relèvent également :
- l'évêque de Whitby,
- l'évêque de Hull,
- l'évêque de Selby,
- l'évêque de Beverley.